# Otostigmus moluccanus
Otostigmus moluccanus är en mångfotingart som beskrevs av Chamberlin 1914. Otostigmus moluccanus ingår i släktet Otostigmus och familjen Scolopendridae. Inga underarter finns listade i Catalogue of Life.